# Islas Debenham
Las islas o islotes Debenham son un archipiélago formado por 4 islas e islotes que están entre la isla Millerand y la costa occidental de la costa Fallières de la península Antártica (Tierra de Graham), en la Antártida. Están situadas a 68°08′S 67°07′O / -68.133, -67.117. 
Las islas Debenham fueron descubiertas y llamadas por la Expedición Británica a la Tierra de Graham (BGLE) de 1934-1937) bajo la dirección de John Riddoch Rymill; su base estaba sobre la islote Barry, en el centro del archipiélago. Fue llamada en honor a Frank Debenham, quien sirvió como el miembro del Consejo Asesor de la Expedición Británica a la Tierra de Graham (BGLE).

## Reclamaciones territoriales
Argentina incluye a las islas en el departamento Antártida Argentina dentro de la provincia de Tierra del Fuego, Antártida e Islas del Atlántico Sur; para Chile forman parte de la comuna Antártica de la provincia Antártica Chilena dentro de la Región de Magallanes y de la Antártica Chilena; y para el Reino Unido integran el Territorio Antártico Británico. Las tres reclamaciones están sujetas a las disposiciones del Tratado Antártico.
Nomenclatura de los países reclamantes: 
- Argentina: islotes Debenham
- Chile: islas Debenham
- Reino Unido: Debenham Islands